# Награда Друштва филмских критичара на мрежи за најбољу главну мушку улогу

## Добитници

### 1990-е
- 1997: Џек Николсон

за улогу Мелвина Јудола у филму Добро да боље не може бити
- 1998: Ијан Макелен

за улогу Џејмса Вејла у филму Gods and Monsters
- 1999: Кевин Спејси

за улогу Лестера Бернама у филму Америчка лепота

### 2000-е
- 2000: Том Хенкс

за улогу Чака Ноланда у филму 
- 2001: Били Боб Торнтон

за улогу Еда у филму 
- 2002: Данијел Деј-Луис

за улогу Била „Касапина“ Катинга у филму Банде Њујорка
- 2003: Бил Мари

за улогу Боба Хариса у филму 
- 2004: Пол Џијамати

за улогу Мајлса у филму 
- 2005: Филип Симор Хофман

за улогу Трумана Капотеа у филму 
- 2006: Форест Витакер

за улогу Идија Амина у филму 
- 2007: Данијел Деј-Луис

за улогу Данијела Плејнвјуа у филму Биће крви
- 2008: Мики Рорк

за улогу Рендија Робинсона у филму 
- 2009: Џереми Ренер

за улогу Вилијама Џејмса у филму Катанац за бол

### 2010-е
- 2010: Колин Ферт

за улогу краља Џорџа VI у филму Краљев говор
- 2011: Мајкл Фасбендер

за улогу Брендона Саливана у филму Срам
- 2012: Данијел Деј-Луис

за улогу Абрахама Линколна у филму Линколн